# 5:15
Singles de The Who
Relay
(1972) Love, Reign o'er Me
(1973)
Pistes de Quadrophenia
I've Had Enough Sea and Sand
5:15 (five fifteen) est une chanson du groupe de rock britannique The Who, paru sur l'opéra-rock Quadrophenia (1973). C'est la onzième chanson de l'album et la première piste du second disque. Elle parut en single le 28 septembre de la même année (dans de nombreux pays, sauf les États-Unis), avant d'atteindre la 20e place des charts anglais.

## Caractéristiques
Cette chanson prend place à un moment bien particulier. Le héros de l'histoire racontée par l'album, Jimmy, décide de se rendre à Brighton, lieu où avaient eu lieu peu auparavant les émeutes entre mods et rockers. Jimmy consomme une large quantité d'amphétamines (purple hearts) et monte dans le train de 5 heures 15 pour Brighton. Pete Townshend, l'auteur de la chanson, la décrit ainsi :
« Son voyage en train pour Brighton, coincé entre deux gentlemen, est remarquable pour le nombre plutôt absurde de purple hearts qu'il consomme pour passer le temps. Il subit une peu plaisante série de hauts et de bas, lorsqu'il pense au côté tape-à-l'œil de la vie, comme un adolescent, que nous voyons dans les journaux comme News of the World. 5:15 a été écrit à Oxford Street et Carnaby Street pendant que je tuais le temps entre des rendez-vous. Je devrais réessayer, cela semble marcher! »
Les paroles sont décousues et fragmentées, évoquant les pensées diverses du narrateur, pleines de violence et d'aigreur, de frustration. À noter que cette chanson est auto-référentielle, l'un des vers faisait très clairement référence à My Generation.
Au point de vue musical, cette chanson est dans la lignée des autres chansons de Quadrophenia. Cependant, ce single présente des sonorités plus agressives et conquérantes que les autres chansons de l'album, excepté The Real Me. Tout de même, on retrouve de nombreux breaks et sections différentes. Les couplets et les refrains présentent une section de question-réponse entre Roger Daltrey et les chœurs. Keith Moon fournit une partie de batterie complexe et instable, pouvant parfois faire penser aux roulements d'un train. On peut aussi entendre de nombreux cuivres joués par John Entwistle. Chris Stainton joue du piano.
Cette chanson a été enregistrée le 27 juin 1973. Contrairement à la majorité des chansons de Quadrophenia, la musique n'a pas été composée auparavant. Townshend a écrit la musique le jour de l'enregistrement.
La version de l'album est plus longue que le single, atteignant les cinq minutes.

## Liens et sources
- Notes sur l'album
- Site de référence sur l'album
- Tablatures pour guitare